# 米倫巴赫河 (阿爾河支流)
50°23′11″N 6°44′20″E / 50.3865208°N 6.7389701°E

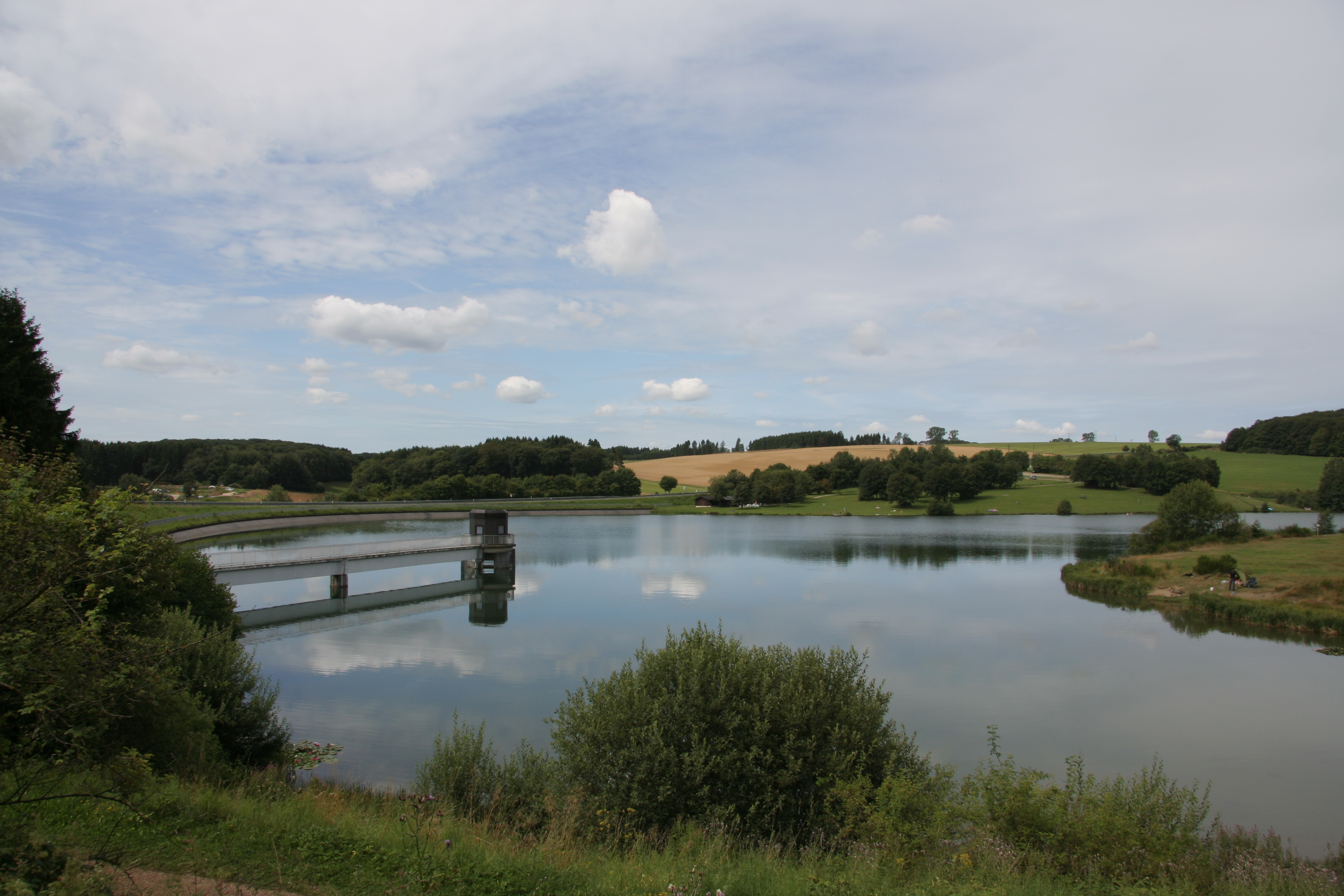
米倫巴赫河（阿爾河支流）

米倫巴赫河（德語：Mühlenbach），是德國的河流，位於該國西部，處於北萊茵-威斯特法倫州，屬於阿爾河的左支流，河道全長7.1公里，流域面積16.2平方公里。